# Pro Savona Calcio
Società Sportiva Dilettantistica a r.l. Savona Foot Ball Club – włoski klub piłkarski, mający swoją siedzibę w mieście Savona na północy kraju w Ligurii.

## Historia
Chronologia nazw:
- 1907: Fratellanza Ginnastica Savonese
- 1914: Savona F.B.C.
- 1927: AC Savona - po fuzji z Speranza FBC
- 1945: Savona F.B.C.
- 1987: Savona 1907 Foot-Ball Club
- 2006: klub rozwiązano
- 2006: Savona 1907 F.B.C.
- 2016: SSD Savona Foot Ball Club

Piłkarski klub Fratellanza Ginnastica Savonese został założony w miejscowości Savona w 1907 roku. W sezonie 1909/10 zespół startował w Terza Categoria. Po zajęciu drugiego miejsca w grupie Ligure awansował do Seconda Categoria. W trzech kolejnych sezonach był drugim w grupie Ligure. W 1913 zdobył promocję do Prima Categoria. W debiutowym sezonie zajął 8.miejsce w grupie ligure-piemontese. W 1914 zmienił nazwę na Savona F.B.C.
Po przerwie związanej z I wojną światową w 1919 reaktywował swoją działalność. W sezonie 1919/20 zespół był piątym w grupie ligure Prima Categoria, a w następnym osiągnął swój największy sukces, kończąc rozgrywki na trzecim miejscu Prima Categoria (FIGC). W 1923 jednak spadł do Seconda Divisione Nord. W 1926 zajął piąte miejsce w grupie A Seconda Divisione Nord, a po reorganizacji systemu ligi i wprowadzeniu najwyższej klasy, zwanej Divisione Nazionale klub pozostał w II lidze, która do 1935 nazywała się Prima Divisione. W sezonie 1926/27 zajął 6.miejsce w grupie A Prima Divisione Nord, ale po zakończeniu sezonu do klubu został przyłączony Speranza FBC, w wyniku czego został utworzony AC Savona.
Od 1927 do 1935 klub występował w Prima Divisione, a w 1935 po zmianie nazwy ligi kontynuował grę w Serie C. W sezonie 1939/40 zespół najpierw zajął pierwsze miejsce w grupie D Serie C, potem był drugim w grupie finałowej A i zdobył promocję do Serie B. W latach 1943–1945 klub nie grał z powodu II wojny światowej.
W 1945 komisja Federazione Italiana Giuoco Calcio anulowała wszystkie fuzje reżimu faszystowskiego. Wskutek decyzji klub w 1945 został odrodzony jako Savona F.B.C. W sezonie 1945/46 startował w grupie A Serie Mista B-C dell'Alta Italia. W następnym sezonie zajął przedostatnie 21.miejsce w grupie A Serie B i spadł do Serie C. W 1952 został zdeklasowany do IV Serie, a w 1953 do regionalnych rozgrywek Promozione Ligure. W 1959 powrócił do Serie C, a w sezonie 1965/66 po zajęciu pierwszego miejsca w grupie A Serie C awansował do Serie B. Ale powrót był nieudanym i klub po roku znów spadł do Serie C.
W 1974 klub został zdegradowany do Serie D. W sezonie 1977/78 zajął drugie miejsce w grupie A Serie D, a po reorganizacji systemu lig następny sezon zaczął w nowo utworzonej Serie C2 (IV liga). W 1986 spadł do Campionato Interregionale. W 1987 odbyła się reorganizacja klubu, w wyniku czego przyjął nazwę Savona 1907 Foot-Ball Club. W 1988 z powodów finansowych klub poprosił się do niższej ligi - Promozione ligure. W następnym roku wrócił do Campionato Interregionale. W sezonie 1997/98 zajął 16.miejsce w grupie A Campionato Nazionale Dilettanti i spadł do regionalnej Eccellenza Liguria. W 1965 fuzja rozpadła się i klub zawiesił działalność.
W 2000 po wygraniu grupy awansował do Serie D. W sezonie 2001/02 był pierwszym w grupie A Serie D i otrzymał promocję do Serie C2, ale w 2004 powrócił do Serie D.
W 2006 klub ogłosił o upadłości. Ale wkrótce został założony nowy klub o nazwie Savona 1907 F.B.C., który otrzymał zgodę od FIGC na kontynuację historii i przejęcie tytułów poprzednika. Nadal kontynuował występy w Serie D. W 2010 awansował do Lega Pro Seconda Divisione, a w 2013 do Lega Pro Prima Divisione (III liga). W sezonie 2015/16 zajął 18.miejsce w grupie B Lega Pro i spadł do Serie D. W 2016 zmienił nazwę na SSD Savona Foot Ball Club.

## Sukcesy

### Trofea międzynarodowe
Nie uczestniczył w rozgrywkach europejskich (stan na 31-12-2016).

### Trofea krajowe
| \| \| Zdobyte trofea w rozgrywkach Włoch (stan na: 31-05-2017) \| |                                                          |      |                                                                        |
| Rozgrywki                                                         | Osiągnięcie                                              | Razy | Sezon(y)                                                               |
| · Mistrzostwo                                                     | I miejsce                                                | 0    |                                                                        |
| · Mistrzostwo                                                     | II miejsce                                               | 0    |                                                                        |
| · Mistrzostwo                                                     | III miejsce                                              | 1    | 1920/21 (grupa eliminacyjna Sezione ligure)                            |
| · Puchar                                                          | zdobywca                                                 | 0    |                                                                        |
| · Puchar                                                          | finalista                                                | 0    |                                                                        |
| · Puchar                                                          | 1/16 finału                                              | 4    | 1937/38, 1939/40, 1940/41, 1941/42                                     |
| II liga                                                           | I miejsce                                                | 0    |                                                                        |
| II liga                                                           | II miejsce                                               | 3    | 1910/11 (grupa Ligure), 1911/12 (grupa Ligure), 1912/13 (grupa Ligure) |
| II liga                                                           | III miejsce                                              | 1    | 1923/24 (grupa B)                                                      |
| Włochy                                                            | Zdobyte trofea w rozgrywkach Włoch (stan na: 31-05-2017) |      |                                                                        |

## Stadion
Klub rozgrywa swoje mecze domowe na stadionie Valerio Bacigalupo w Savonie, który może pomieścić 4000 widzów.

## Derby
- Albenga Calcio 1928
- Baia Alassio Calcio
- FBC Veloce 1910
- ASD Imperia
- Sanremese Calcio
- ASD Speranza FC 1912
- Ilva Savona
- Ventimigliese Calcio